# Ildefons Lima
Ildefons Lima Solà (* 10. Dezember 1979 in Barcelona, auch Ildefonso geschrieben) ist ein ehemaliger andorranischer Fußballspieler. Er spielt auf der Position des Verteidigers und war Mannschaftskapitän der Nationalmannschaft. Er ist einer der wenigen Profifußballspieler aus Andorra. Mit elf Treffern ist Lima Rekordtorschütze und mit 137 Einsätzen Rekordspieler seines Landes. Er ist der Spieler mit der längsten internationalen Karriere weltweit, über 26 Jahre spielte er im internationalen Bereich.

## Karriere

### Im Verein
Lima spielte in der Saison 2002/03 bei UD Las Palmas und wechselte zur Saison 2003/04 zu Polideportivo Ejido. Zur Saison 2004/05 wechselte Lima zu Deportivo Alavés. Seit der Saison 2005/06 spielt er beim Serie-B-Verein US Triestina. In seiner Anfangszeit bei Triestina spielte er als Stürmer und nicht in seiner angestammten Position als Innenverteidiger, dementsprechend mäßig waren auch seine Leistungen. In der Winterpause verließen zwei der besten Innenverteidiger Triestinas den Verein, deshalb kam Lima in der Folge regelmäßig zum Einsatz. Nach seiner Zeit in Italien wechselte er 2009 in die Schweiz zum AC Bellinzona, um sich nach nur zwei Saisons seinem alten Verein US Triestina anzuschließen. 2012 kehrte er schließlich in seine Heimat zurück und spielte seitdem für die Vereine FC Andorra und FC Santa Coloma in der Primera Divisió. 2018 schloss er sich Inter Club d’Escaldes an.

### Nationalmannschaft
Lima hatte sein Debüt für die Nationalmannschaft im Alter von 17 Jahren. Bei seinem Debüt erzielte er am 22. Juni 1997 gegen Estland seinen ersten Treffer. Das Spiel verlor Andorra mit 1:4. Mit elf erzielten Toren ist Lima Rekordtorschütze, mit 137 Einsätzen Rekordspieler der Nationalmannschaft Andorras (Stand 12. September 2023). Als zweiter Spieler Andorras nach Óscar Sonejee bestritt Lima am 1. Juni 2016 sein 100. Länderspiel. Am 15. August 2017 überbot er mit seinem 107. Länderspiel den Landesrekord von Sonejee. Er war Kapitän des Teams und beendete am 12. September 2023 nach seinem 137. Einsatz im Spiel gegen die Schweiz seine internationale Karriere. In diesem Spiel wurde er zum ältesten je bei einer EM-Qualifikation eingesetzten Spieler (43 Jahre, 9 Monate und 2 Tage).